# 浅倉歩
浅倉 歩（あさくら あゆむ、1983年10月18日 - ）は日本の男性声優。アプトプロ所属。青森県出身。一時期の芸名は浅倉 あゆむ（読み同じ）。

## 来歴
以前は尾木プロ THE NEXT、キャナリープロダクションに所属していた。
アプトプロ付属養成所9期生。

## 人物
特技・趣味はスキー、スノーボード、美味しい紅茶を淹れること。

## 出演

### テレビアニメ
2012年
- 夏目友人帳 肆（サイクリング部員）

2013年
- ジュエルペット きら☆デコッ!（イケメンD）

2017年
- クリオネの灯り（男子生徒）

2021年
- 乙女ゲームの破滅フラグしかない悪役令嬢に転生してしまった…X（門番）

2022年
- 錆喰いビスコ（霜吹商人）
- 史上最強の大魔王、村人Aに転生する（審判）
- 農民関連のスキルばっか上げてたら何故か強くなった。（D国の使者）

2023年
- カミエラビ

2024年
- 望まぬ不死の冒険者（受験者）
- 新米オッサン冒険者、最強パーティに死ぬほど鍛えられて無敵になる。（ドムルド、4239番）
- 転生貴族、鑑定スキルで成り上がる（クラン軍兵士）

2025年
- 外れスキル《木の実マスター》 〜スキルの実（食べたら死ぬ）を無限に食べられるようになった件について〜（冒険者）
- 鬼人幻燈抄（村人、鐘馗様、男）
- 強くてニューサーガ（町人C）
- ばっどがーる（雷神、敵）
- 公女殿下の家庭教師（男客）

### 劇場アニメ
- 銀幕ヘタリア Axis Powers Paint it, White（白くぬれ!）（2010年、アイスランド）
- 劇場版 乙女ゲームの破滅フラグしかない悪役令嬢に転生してしまった…（2023年）

### Webアニメ
- ヘタリアシリーズ（2009年 - 2015年、アイスランド、カメルーン、ドイツ兵、中国の人、男、兵士） - 6シリーズ

### ゲーム
- ボイスノベル 追憶の向こう側（2009年、榊伸行）
- クッキング応援ゲーム　ごちそう！GOCHI×SHOW for-Girls（2016年、橘夏向）
- モンスターストライク（2021年、リドリゲ[3]）
- OCTOPATH TRAVELER II（2023年）
- ペルソナ5: The Phantom X（2025年、マサ[4]）

### ドラマCD
- キャンディークォーツ・アパートメント よなか（郵便配達員、テレビレポーター）
- ヘタリアファンタジア2（アイスランド）
- ヘタリア ドラマCD インターバルVol.3「北欧ファイブ！」（アイスランド）

### 吹き替え
- アドヴェンチャー・オブ・シンドバッド 魔女の逆襲（兵士）
- ザ・ローマ（兵士）

### 舞台
- 新聞物語 〜Leading Live〜（2018年5月9日 - 5月10日、野方区民ホール） - 爺 役

### 音楽CD
- ヘタリアThe World TwinkleキャラクターCDVol.5
  - 来てみれば?〜オーロラを越えて〜（アイスランド）

### 初出話一覧
1. ↑  第6話初出
2. 1 2  第1話初出
3. 1 2 3  第2話初出
4. ↑  第21話初出
5. ↑  第12話初出
6. ↑  第14話初出
7. ↑  第3話初出
8. ↑  第4話初出
9. ↑  第7話初出